# Лопатинський Фавст Львович
Фа́вст Льво́вич Лопати́нський (29 травня 1899, Львів — 31 жовтня 1937, Київ) — український режисер, сценарист, актор.

## Життєпис
Фавст Лопатинський народився у мистецькій родині: мати співала в опері, а батько був драматургом. Обоє виступали на сцені Театру товариства «Руська бесіда», і сам Лопатинський змалку долучався до театрального аматорства.
Мати Лопатинська Філомена Миколаївна, батько Лопатинський Лев Васильович.
1914—1915 — актор театру товариства «Руська бесіда» у Львові.
Приблизно у 1915 році він уперше з’явився на професійній сцені, ставши учасником створеного Лесем Курбасом театру «Тернопільські театральні вечори». Цей період поклав початок їхній довгій та результативній співпраці.
Уже наступного року, в 1916-му, молодий актор переїхав до Києва. У 1918–1919 роках він працював у «Молодому театрі», що виник на основі акторської студії Курбаса. Пізніше, у 1920—1922, він грав у Київському драматичному театрі та в Першому державному драматичному театрі імені Шевченка. Його сценічний стиль відзначався схильністю до гротеску й ексцентризму; актор легко виконував складні циркові номери, але водночас переконливо втілював і драматичні, ліричні образи.
Курбас вважав Лопатинського одним зі своїх найобдарованіших учнів.
У 1922—1926 — актор і режисер театру «Березіль», один з його засновників, де він виконував як акторські, так і режисерські обов’язки, а згодом очолив одну зі студій театру. Соратник Леся Курбаса. Стояв на чолі другої експериментальної робочої трупи.
1926—1933 — режисер кінофабрики ВУФКУ у Одесі, «Українфільму» (Київ та Одеса).
Брав участь у виставах «Гайдамаки» за твором Т. Г. Шевченка (Ярема), «Горе брехуну» за комедією Франца Грільпарцера (Леон). Він ставить у «Березолі» вистави «Нові йдуть» за твором О. Зозулі, «Машинобрці» за твором Ернеста Толлера «Люди-роботи» (Die Maschinenstürmer) та «Пошились у дурні» за М. Кропивницьким.
Хоча його першим режисерським проєктом мала стати дитяча комедія «Вася-реформатор», стрічку врешті передали Олександру Довженку й Данилу Демуцькому. Самостійним дебютом Лопатинського в ролі режисера став фільм «Синій пакет» (1926), що розповідав про більшовицьке повстання проти «гайдамаків» та «польської шляхти».
У 1928 році він екранізував повість Нечуя-Левицького, створивши фільм «Василина», який пізніше звинуватили в «націоналістичних викривленнях». Ще гострішої критики зазнала його стрічка «Кармелюк» (1931), присвячена селянському ватажку Устиму Кармелюку. Після неї режисер устиг зняти ще два фільми, перш ніж йому остаточно заборонили працювати в кіно.
1932 року Лопатинський створив сценарій до фільму «Україна», де були сцени, що натякали на трагедію Голодомору, зокрема епізоди про хлібозаготівлю. За це його вперше заарештували. Після звільнення він уже не мав доступу до кіноіндустрії й оселився в Харкові, де став актором у Театрі робітничої молоді.

У 1937 році радянська преса оприлюднила статтю під назвою «Як шкодили націоналісти в українському кіно», де Лопатинського публічно оголосили «ворогом народу». Вже в червні того ж року його затримали за звинуваченням у «буржуазному націоналізмі» та «контрреволюційній діяльності» й засудили до смертної кари. Вирок виконали в Києві, однак місце поховання Фавста Лопатинського лишається невідомим.

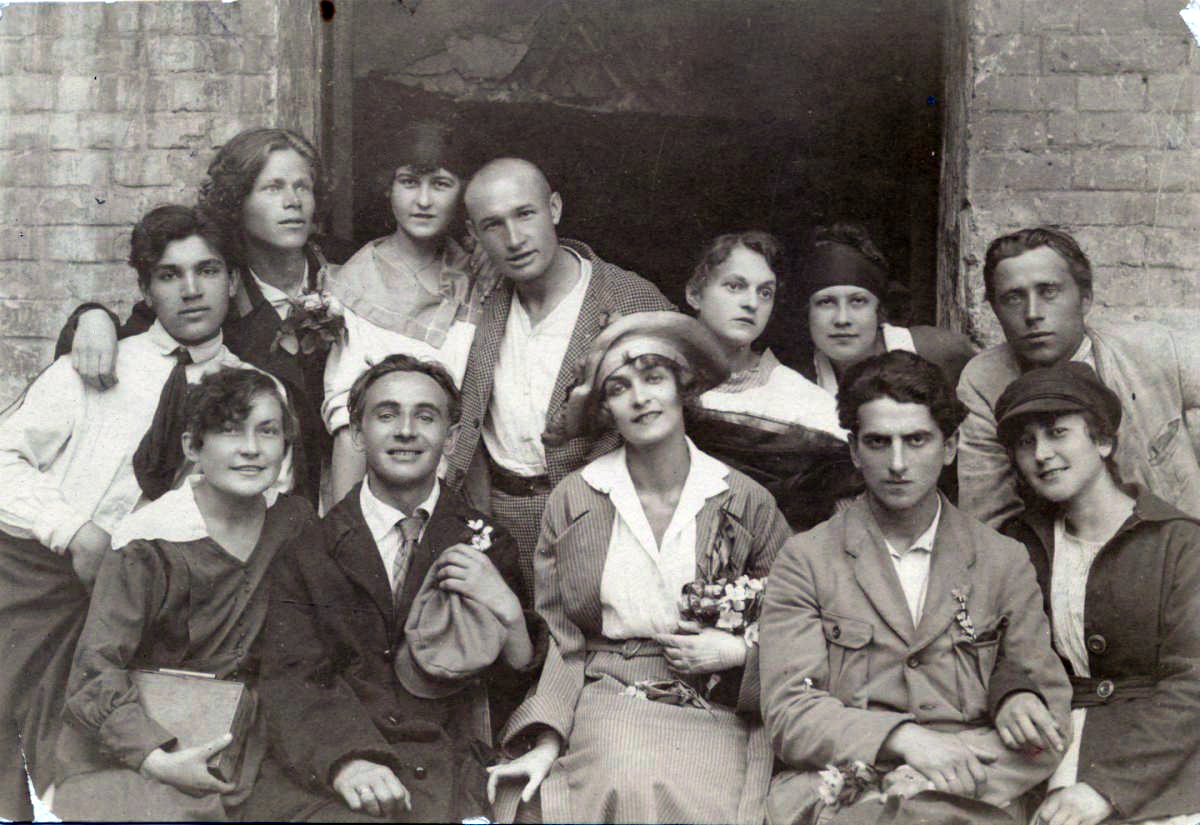
Стоять (справа наліво): Януарій Бортник (перший), Бабіївна Ганна (друга). Сидять (зліва направо): Лесь Курбас (другий), Валентина Чистякова (третя), Фавст Лопатинський (четвертий), З. Пігулович (п'ята) серед студійців театру «Березіль» 1922 р.

## Постановки утеатрі «Березіль»

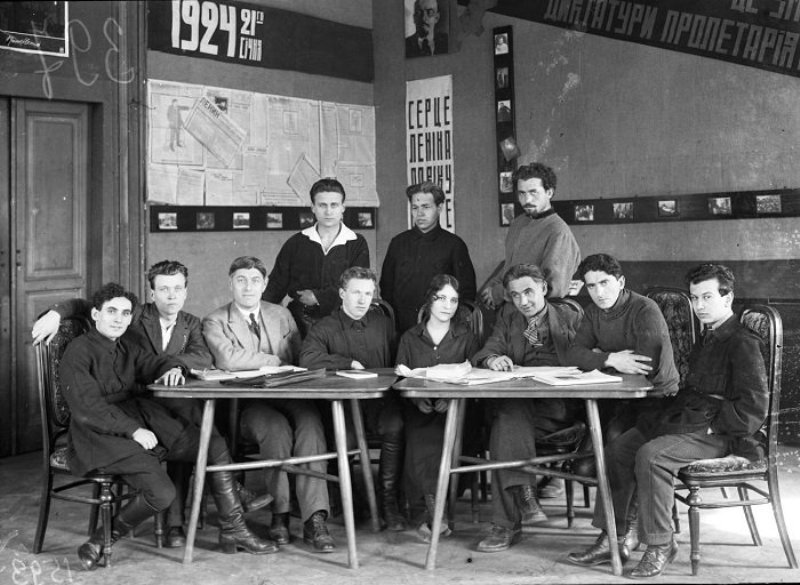
Режисерська лабораторія театру «Березіль», 1925 р. Сидять (зліва направо): Ханан Шмаїн, Я. Бортник, В. Василько, Борис Тягно, З. Пігулович, Л. Курбас, Ф. Лопатинський, Ю. Лішанський. Стоять: Павло Береза-Кудрицький, І. Крига, А. Авраменко-Ирій

- 1923 — «Нові ідуть» по Зозулі;
- 1924 — «Машиноборці» Толлера, «Залишились в дураках» Кропивницького;
- 1927 — «Сава Чалий» Карпенко-Карого.

## Фільмографія
- 1926 — Вася-реформатор, режисер у співавторстві з Олександром Довженком; — втрачений
- 1926 — Синій пакет, режисер;
- 1927 — Василина, режисер;
- 1929 — Суддя Рейтанеску (інші назви — «Суддя Рейтан», «Двійник», за сценарієм М. Панкова), режисер;
- 1931 — Кармелюк, режисер;
- 1932 — Висота №5 (інша назва «Немає таких фортець», за сценарієм В. Охременка), режисер;
- 1933 — Роман міжгір'я, режисер, співавтор сценарію з Павлом Коломойцевим (за твором Івана Ле).